# Веріна
Елія Веріна (*Aelia Verina, д/н — 484) — візантійська імператриця.

## Життєпис
Походження достеменно невідоме, за найбільш вірогідною версією, вела свій родовід від одного з вождів варварів (готів, ругіїв, скирів або тюрингів). Народилася у дірцезі Фракія. Замолоду вийшла заміж за військового трибуна Льва.
У 457 році після смерті імператора Маркіана її чоловіка за підтримки Аспара оголошено імператором. Тоді ж Веріна отримала титул августи, а до свого імені вона додала Елія. Мала значний вплив на свого чоловіка, втручалася в призначення посадовців. В 468 році врятувала свого брата Василіска після провального походу проти Королівства вандалів.
У 474 році після смерті чоловіка разом з донькою Аріадною сприяла здобуттю влади зятем Зеноном разом з її онуком Львом II.
Після смерті Льва II вступила у конфлікт з зятем Зеноном через власні владні амбіції. У 475 році сприяла братові Василіску у поваленні Зенона й захопленні влади, залучивши до змови свого коханця Патрикія, колишнього префекта преторія, а також ісаврійського коміта Ілла та вождя остготів Теодоріха.
Але після сходження Василіска на імператорський трон, той наказав стратити Патриція, який перед тим отримав титул магістра офіцій, підозрюючи, що Веріна (небезпідставно) планує посадити Патриція на трон. Після цього Елія Веріна стала інтригувати проти Василіска й на користь поваленого імператора Зенона. Змову Веріни було розкрито, але її врятувало заступництво військовиків.
Після повернення Зенона на трон, Веріна стала інтригувати проти коміта Ілла, який брав участь у вбивстві коханця Патриція. У 477 та 478 роках Елія Веріна влаштовувала замахи на Ілла, але марно. За це її заслано до Тарса, потім переведено до монастиря в Ісаврії. Ймовірно була одним з ініціаторів заколоту на чолі із Марціаном, чоловіком другої доньки Веріни. Але заколот було придушено, а зятя Марціана та доньку Леонтію відправлено у заслання.
З 480 році перебувала під суворим наглядом у Ісаврії. Втім намагалася повернутися до Константинополя за допомогою доньки—імператриці Аріадни. У 483 році Ілл, який на той час посварився з імператором Зеноном, підняв повстання. Він звільнив Веріну, яку переконав надати титул імператора підлеглому Ілла — Леонтію. Після цього Ілл відправив Веріну до фортеці Папурій (поблизу Тарсу в Кілікії). Але невдовзі Ілл зазнав поразки й сам заховався в Папурії. На початку 484 року під час облоги імператорськими військами Елія Веріна померла.

## Родина
Чоловік — Лев I Макелла, візантійська імператриця.
Діти:
- Аріадна (450—473)
- Леонтія (457—після 479), дружина: 1) Флавія Юлія Патриція, консула 459 року; 2) Марціана, син імператора Антемія
- син (463)